# Primeira dinastia de Ur
A primeira dinastia de Ur foi uma dinastia dos governantes da cidade de Ur na antiga Suméria entre o século XXVI e o século XXV a.C.. Faz parte do terceiro período dinástico da História da Mesopotâmia. Foi precedido pela primeira dinastia de Quis e de Uruque.

## História
De acordo com a Lista dos reis da Suméria, o governante final da primeira dinastia de Uruque Lugalquitum foi deposto por Mesanepada de Ur. Então, havia quatro reis na primeira dinastia de Ur: Mesanepada, Mesquiaguenuna, Elulu e Balulu. Dois outros reis anteriores a Mesanepada são conhecidos por outras fontes, nomeadamente Mescalandugue e Acalandugue. Parece que Mesanepada era filho de Mescalandugue, de acordo com a inscrição encontrada em uma conta em Mari, e Mescalandugue foi o fundador da dinastia. Uma provável rainha Puabi também é conhecida por seu luxuoso túmulo no Cemitério Real de Ur. A primeira dinastia de Ur teve grande influência sobre a área da Suméria e aparentemente liderou uma união de governos do sul da Mesopotâmia.

### Etnias e linguagens
Como outros sumérios, o povo de Ur era um povo não semita que pode ter vindo do leste por volta de 3 300 a.C., e falava uma língua isolada. Mas durante o terceiro milênio a.C., uma simbiose cultural próxima se desenvolveu entre os sumérios e os acadianos semitas orientais, que deu origem ao bilinguismo generalizado. A influência recíproca da língua suméria e da língua acadiana é evidente em todas as áreas, desde o empréstimo lexical em uma escala massiva, até sintático, morfológico, e convergência fonológica. Isso fez com que os estudiosos se referissem aos sumérios e acádios no terceiro milênio a.C. como um Espraquebunde. A Suméria foi conquistada pelos reis de língua semítica do Império Acádio por volta de 2 270 a.C. (cronologia curta), mas o sumério continuou como uma língua sagrada. A regra suméria nativa ressurgiu por cerca de um século na terceira dinastia de Ur em aproximadamente 2 100 - 2 000 a.C., mas a língua acadiana também permaneceu em uso.

### Comércio internacional

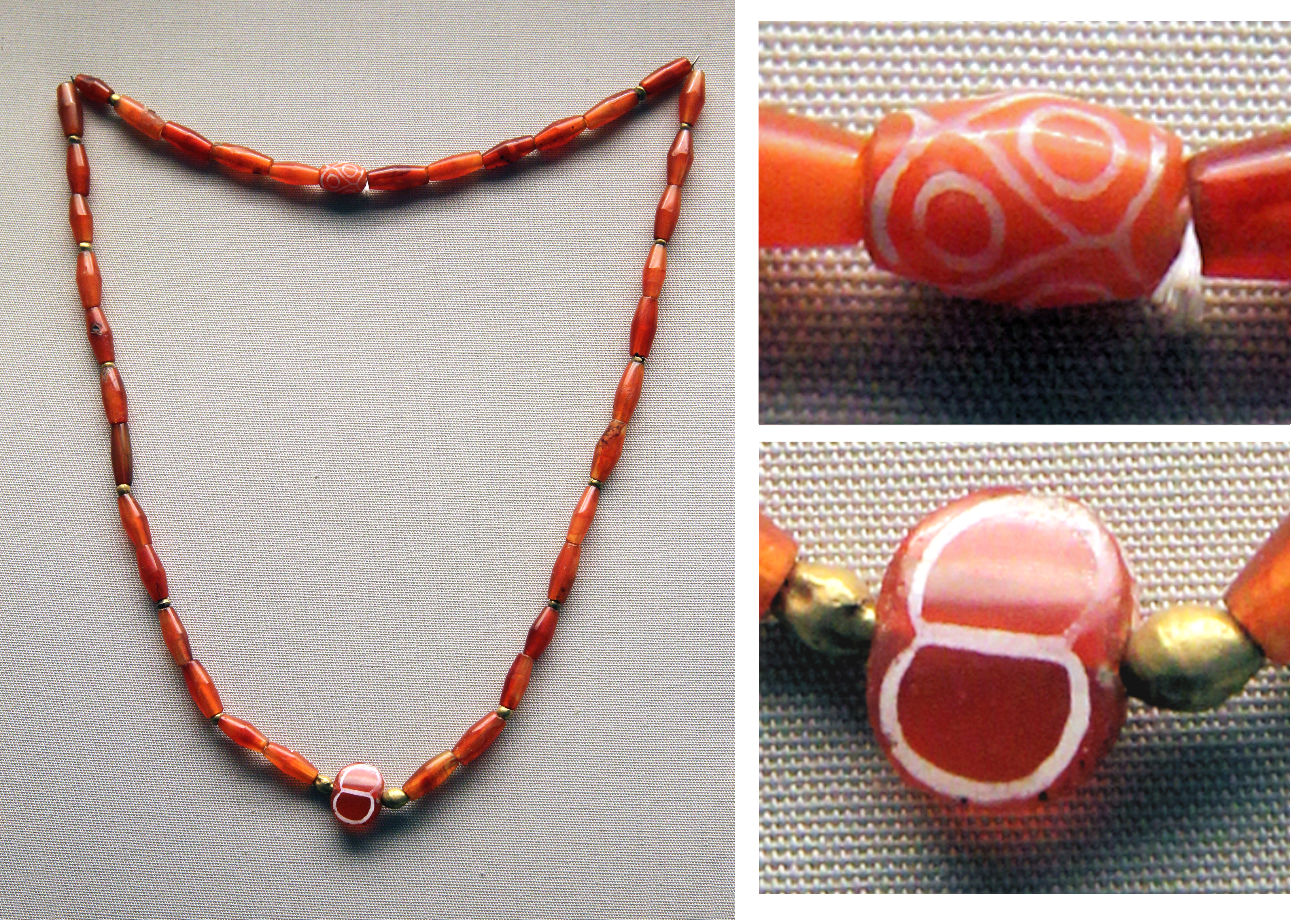
As contas de cornalina gravadas neste colar do Cemitério Real que datam da Primeira dinastia de Ur foram provavelmente importadas do Vale do Indo no Museu Britânico.

Os artefatos encontrados nas tumbas reais da dinastia mostram que o comércio exterior foi particularmente ativo durante este período, com muitos materiais vindos de terras estrangeiras, como cornalina provavelmente vindo do Indo ou do Irã, lápis-lazúli da área de Badaquexão do Afeganistão, prata da Turquia, cobre de Omã e ouro de vários locais como Egito, Núbia, Turquia ou Irã. Contas de cornalina do Indo foram encontradas em túmulos de Ur datando de 2 600 a 2 450 a.C., em um exemplo das relações indo-mesopotâmicas. Em particular, contas de cornalina com um desenho gravado em branco foram provavelmente importadas do Vale do Indo e feitas de acordo com uma técnica desenvolvida pelos harapeanos. Esses materiais foram usados na fabricação de belos objetos nas oficinas de Ur.

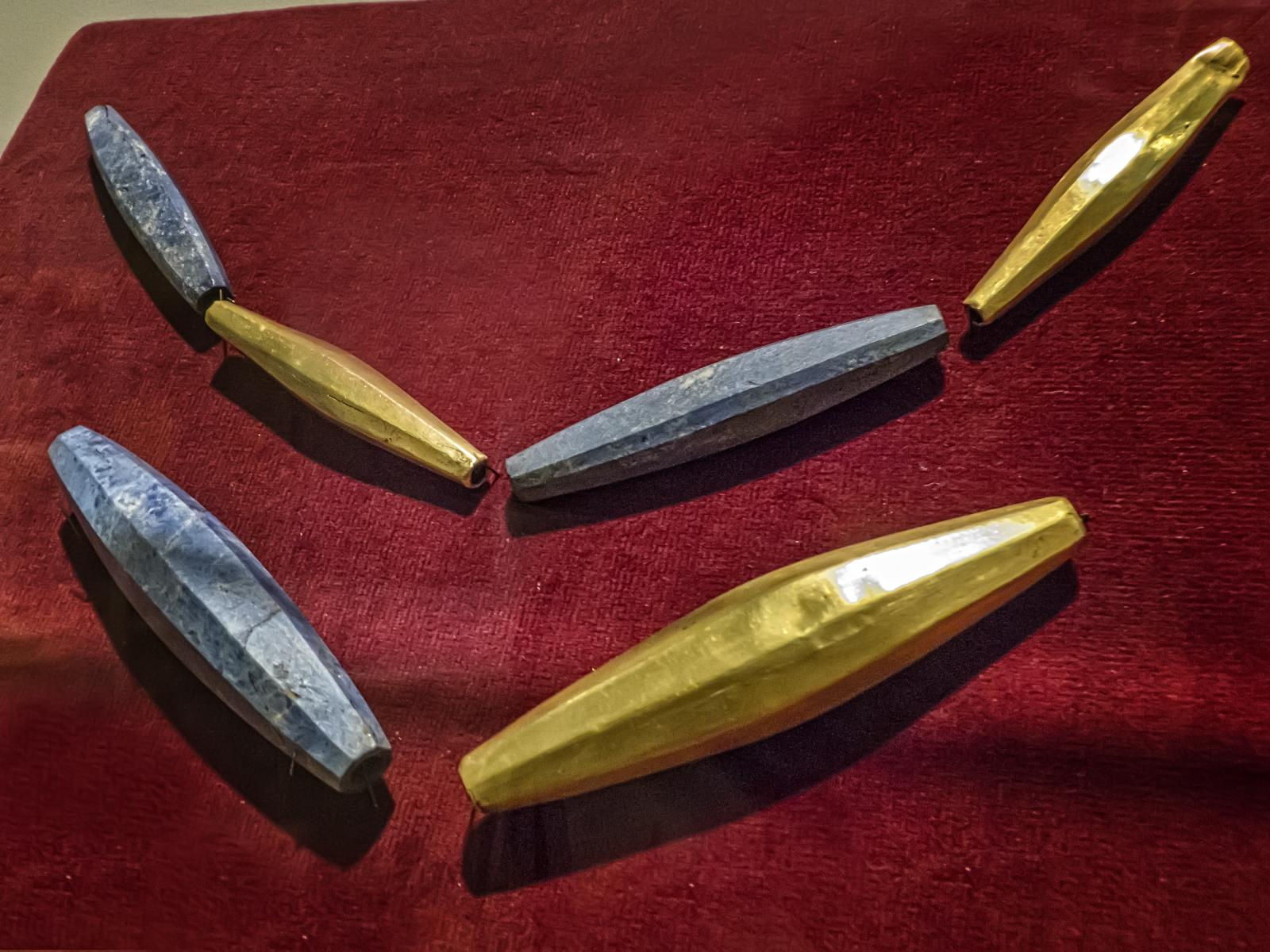
O lápis-lazúli provavelmente foi importado da área de Badaquexão, no Afeganistão.

A primeira dinastia de Ur possuía uma enorme riqueza, como demonstrado pela abundância de seus túmulos. Provavelmente, isso se devia ao fato de Ur funcionar como o principal porto de comércio com a Índia, o que a colocava em uma posição estratégica para importar e comercializar grandes quantidades de ouro, cornalina ou lápis-lazúli. Em comparação, os enterros dos reis de Quis foram muito menos luxuosos. Navios sumérios de alta proa podem ter viajado até Meluhha, considerada a região do Indo, para o comércio.

### Queda da Primeira Dinastia

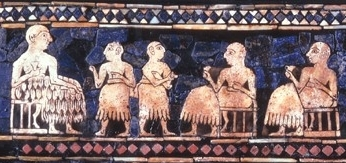
Rei em paz com seus atendentes no Estandarte de Ur.

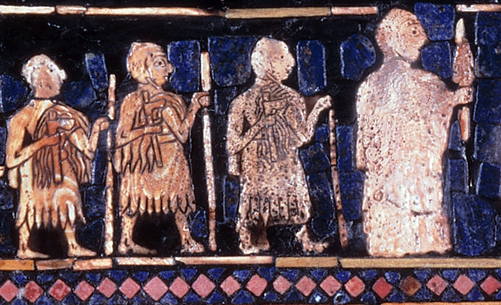
Rei em guerra com soldados no Estandarte de Ur.

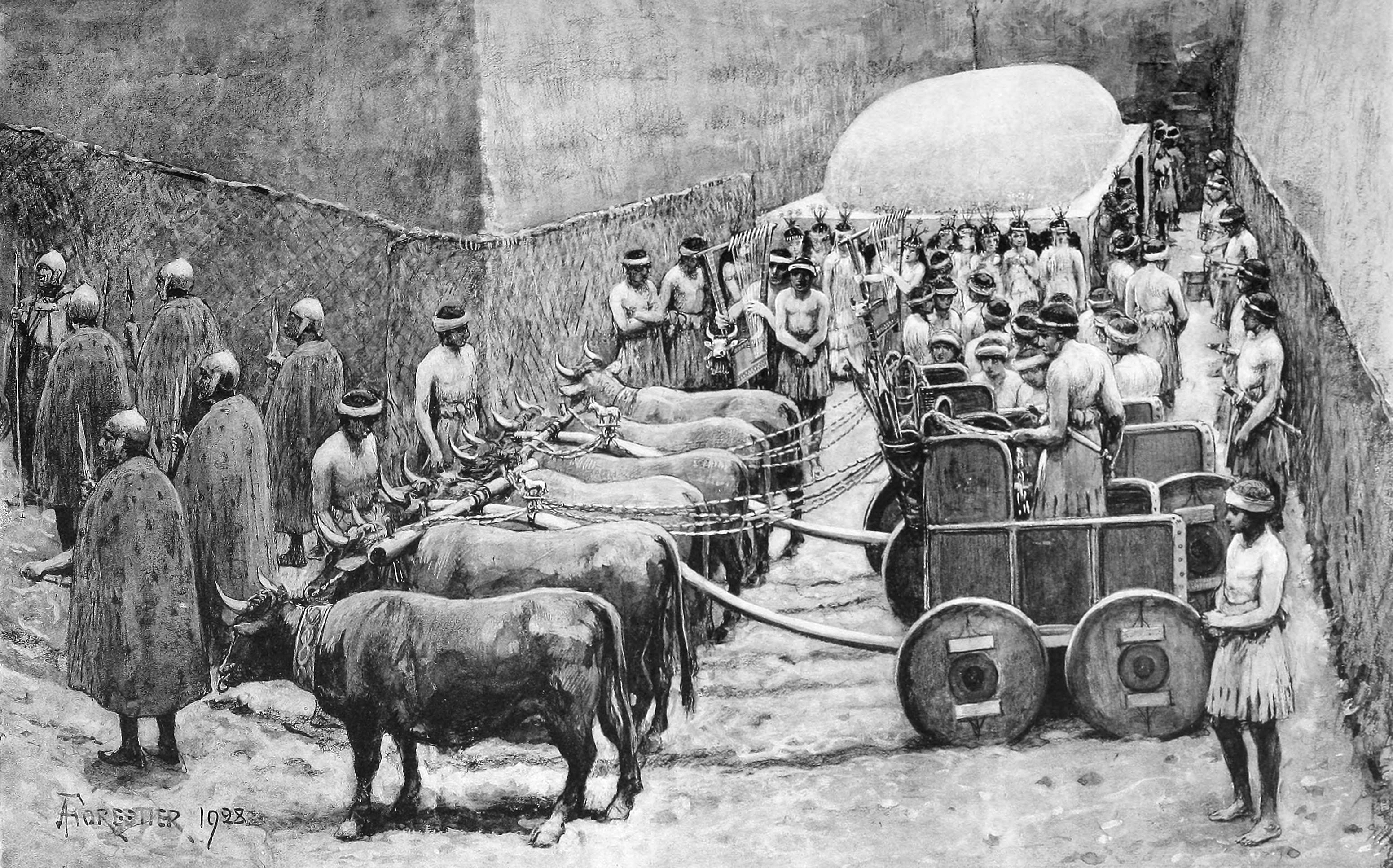
Cortejo fúnebre no Cemitério Real de Ur (itens e posições em PG 789), por volta de (reconstituição).

De acordo com a Lista dos reis da Suméria, a primeira dinastia de Ur foi finalmente derrotada, e o poder foi para a dinastia elamita de Avã. O rei sumério Eanatum (r. 2500–2400 a.C.) de Lagas, então, passou a dominar toda a região e estabeleceu um dos primeiros impérios verificáveis da história.
O poder de Ur só ressuscitaria alguns séculos depois com a Terceira dinastia de Ur, por um curto Renascimento Sumério.

## Lista de reis
| Governante                                                      | Imagem | Epíteto               | Duração de reinado | Datas aproximadas                  | Menções                                                      |
| --------------------------------------------------------------- | ------ | --------------------- | ------------------ | ---------------------------------- | ------------------------------------------------------------ |
| (Aindugude)                                                     |        |                       | ?                  | c. século XXVI a.C.                | Mencionado numa tumba do Cemitério Real de Ur                |
| (Urpabilsague)                                                  |        |                       | ?                  | c. século XXVI a.C.                | Mencionado numa tumba do Cemitério Real de Ur                |
| Mescalandugue (Puabi)                                           |        |                       | ?                  | c. século XXVI a.C.                | Mencionado numa tumba do Cemitério Real de Ur                |
| (Acalandugue)                                                   |        |                       | ?                  | c. século XXVI a.C.                | Mencionado numa tumba do Cemitério Real de Ur                |
| Mesanepada                                                      |        |                       | 80 anos            | c. século XXVI a.C.                | Mencionado na Lista Real Sumeriana e numa inscrição de Tumal |
| (Aanepada)                                                      |        | "Filho de Mesanepada" | ?                  | c. século XXVI a.C.                | Tábuas de dedicação com inscrições                           |
| Mesquianguenana                                                 |        | "Filho de Mesanepada" | 36 anos            | ?                                  | Mencionado na Lista Real Sumeriana e numa inscrição de Tumal |
| Elulu                                                           |        | 25 anos               | ?                  | Mencionado na Lista Real Sumeriana |                                                              |
| Balulu                                                          |        | 36 anos               | ?                  | Mencionado na Lista Real Sumeriana |                                                              |
| "Então Urim (Ur) foi derrotado e a realeza foi levada para Avã" |        |                       |                    |                                    |                                                              |

## Artefatos
O Cemitério Real de Ur abrigou os túmulos de vários governantes da primeira dinastia de Ur. As tumbas são particularmente luxuosas e testemunham a riqueza da primeira dinastia. Uma das tumbas mais famosas é a da Rainha Puabi.

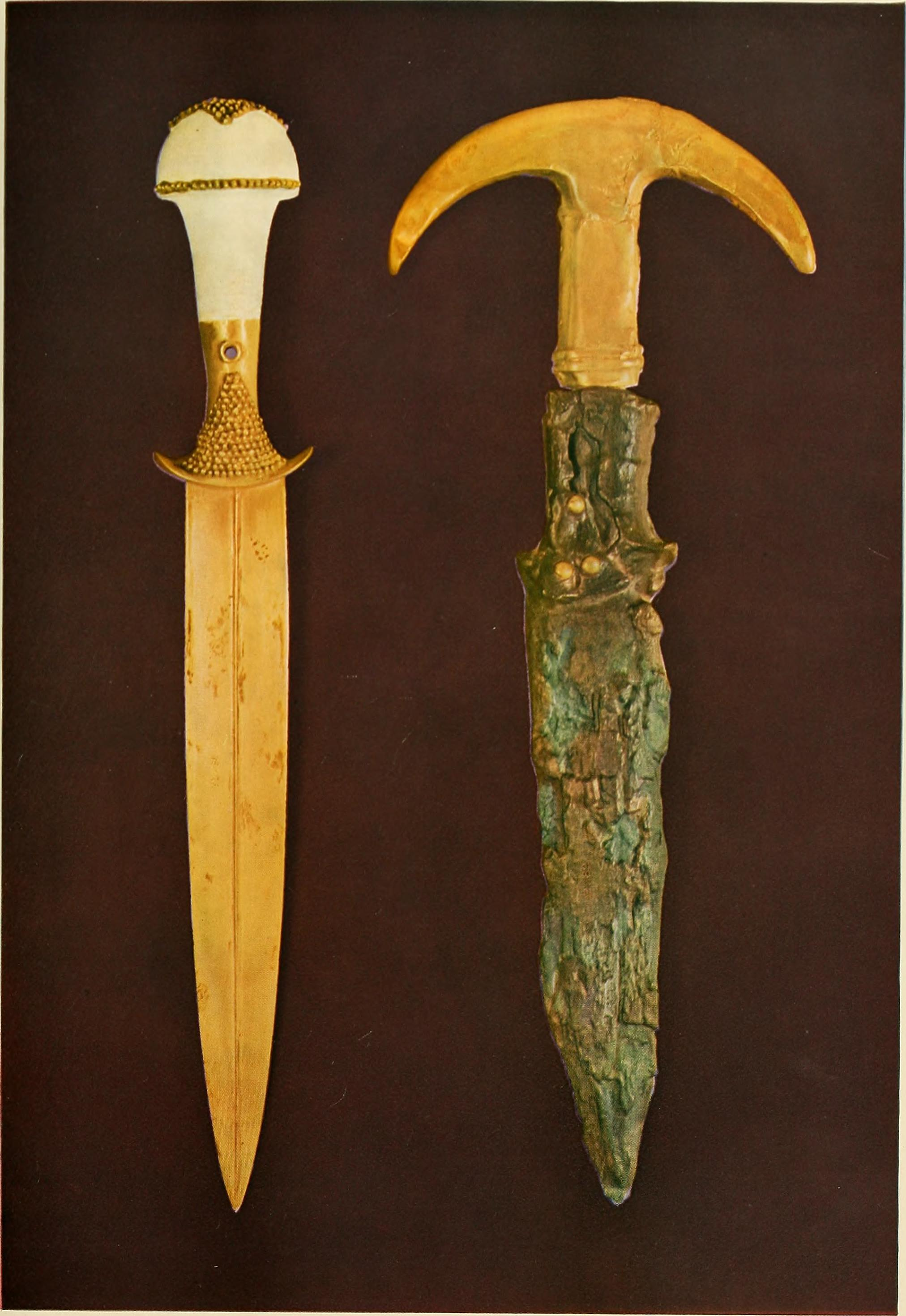
Uma adaga de ouro e uma adaga com cabo banhado a ouro durante às escavações de Ur em 1900.
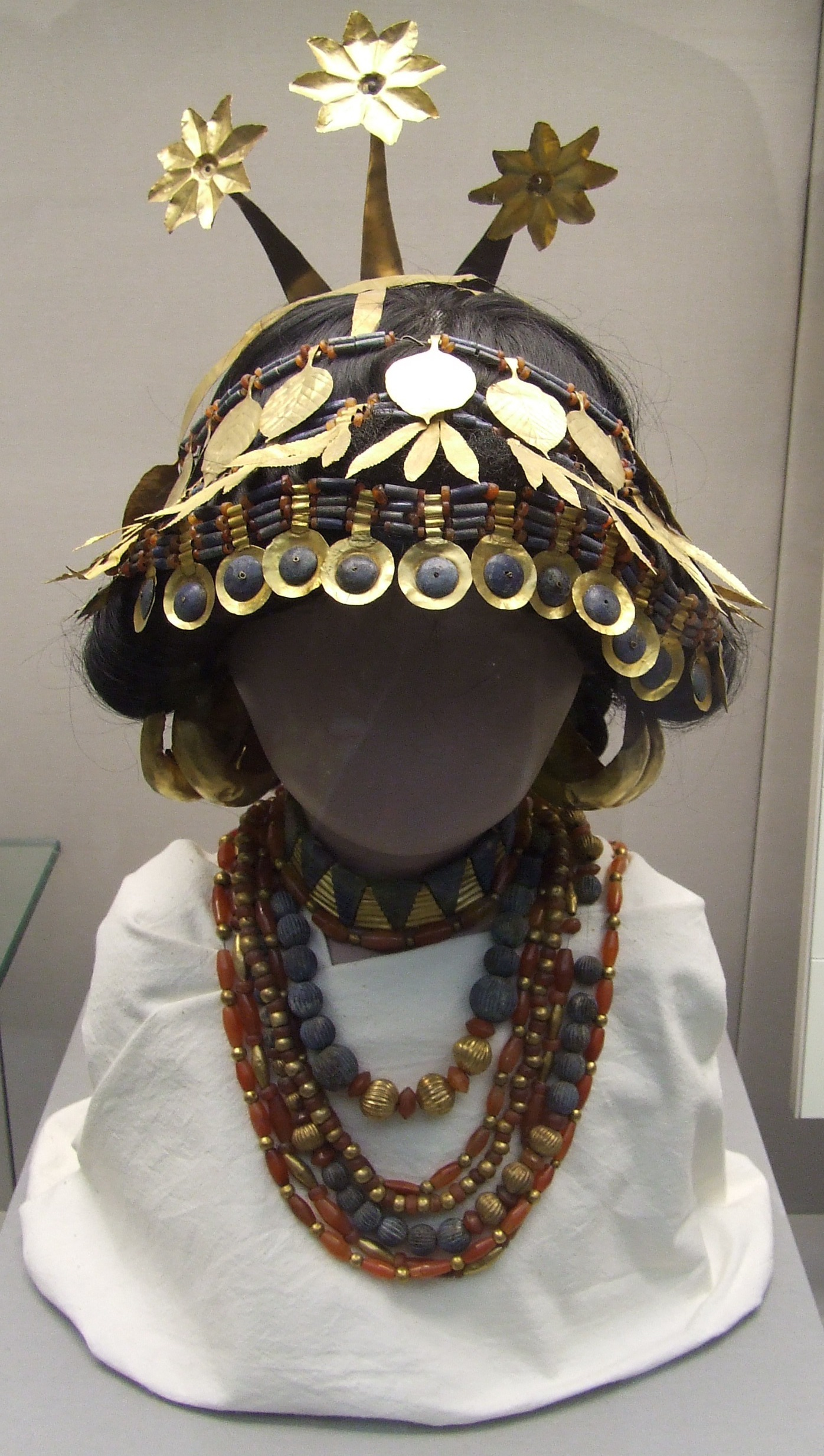
Colares de capacete sumérios reconstruídos encontrados na tumba de Puabi, localizada no Museu Britânico.
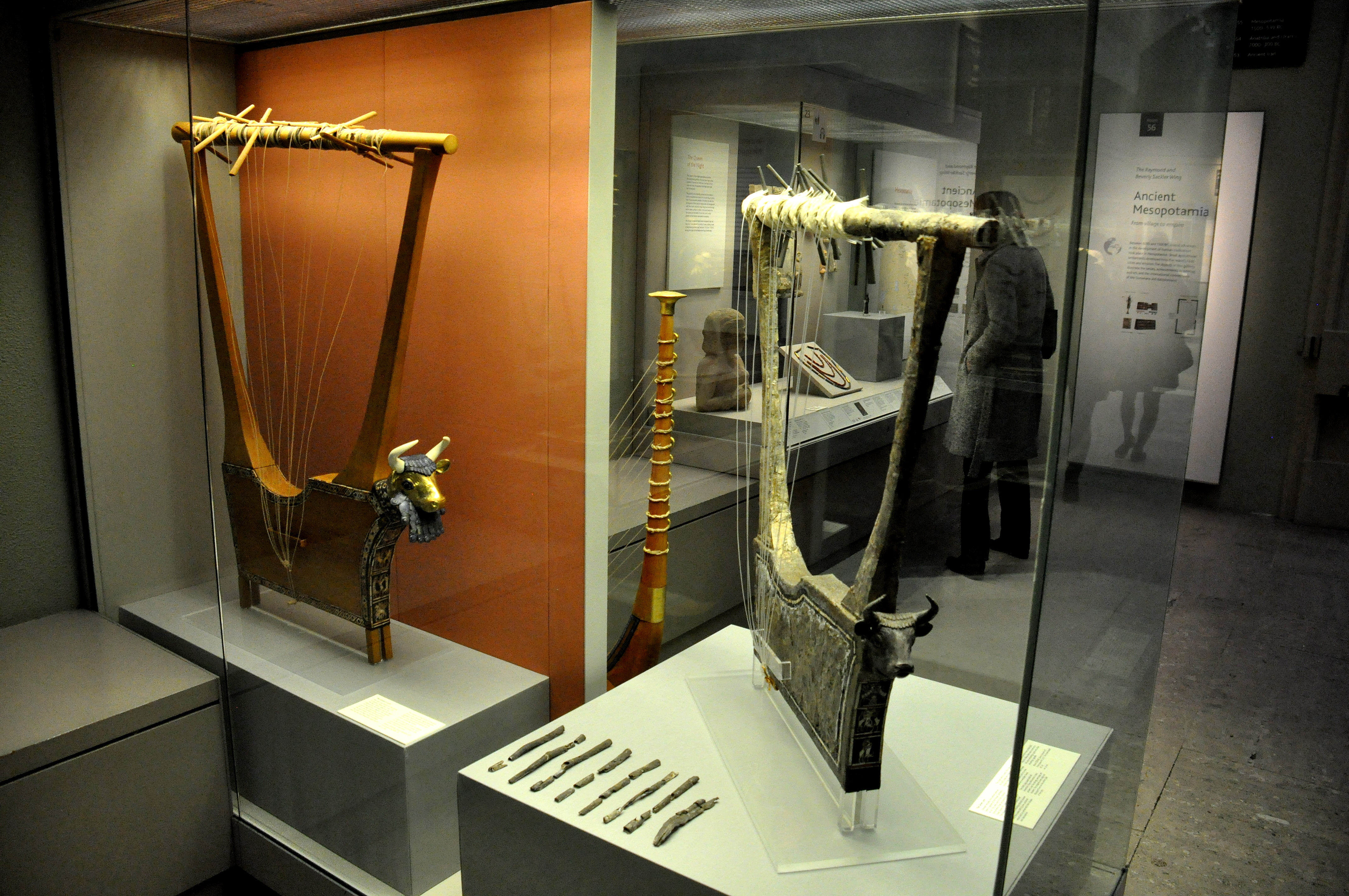
Uma lira da rainha e uma lira de prata trazida do Cemitério Real de Ur localizado no sul da Mesopotâmia, Iraque. Atualmente estão expostos no Museu Britânico, Londres.
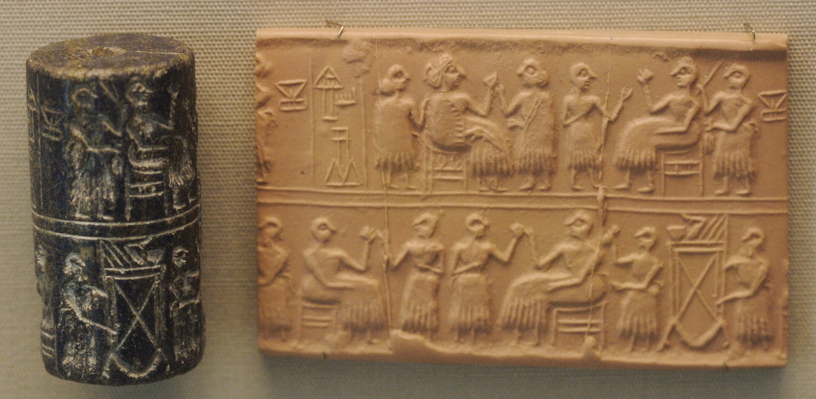
Selo cilíndrico da Rainha Puabi, encontrado em sua tumba. (Inscrição 𒅤𒀀𒉿 𒊩𒌆 Pu-A-Bi- Nin "Rainha Puabi";[13][14][15] A última palavra "𒊩𒌆" pode ser pronunciada como Nin "senhora" ou Eresh "rainha").
Pessoas em guerra no Estandarte de Ur.
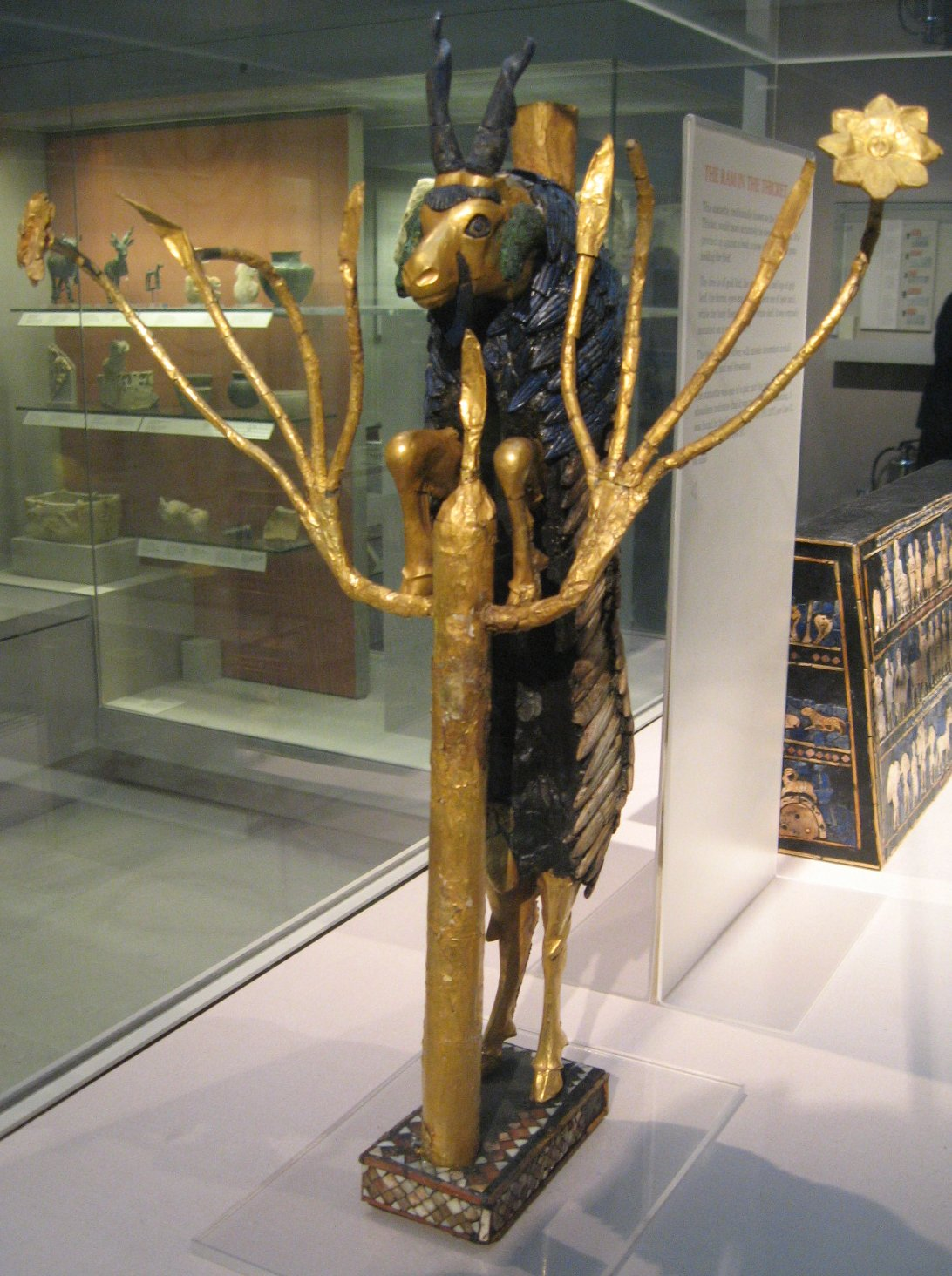
Ram em um matagal.
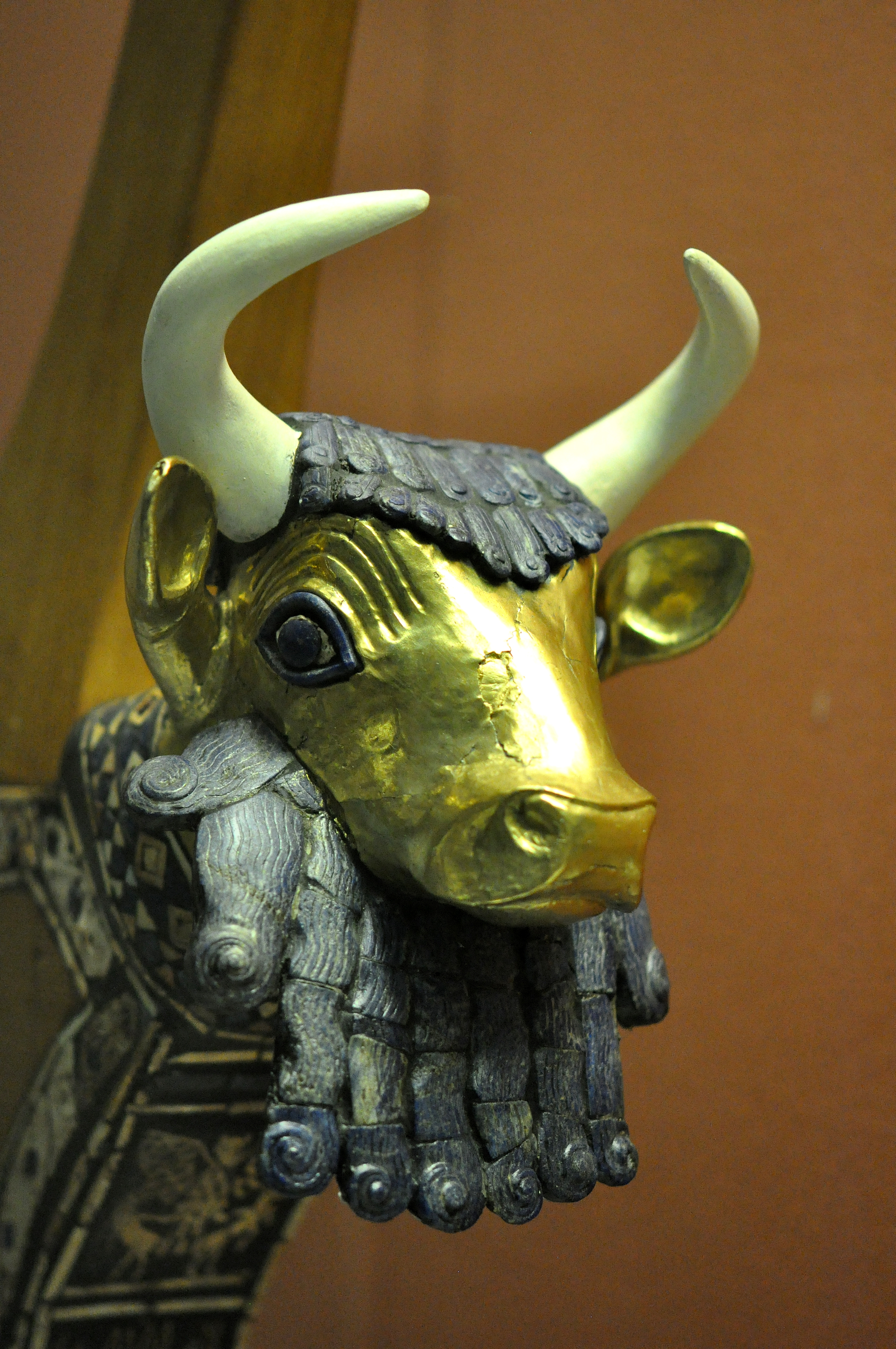
Lira da Cabeça de Touro da tumba da Rainha Puabi (PG 800) no Museu Britânico.
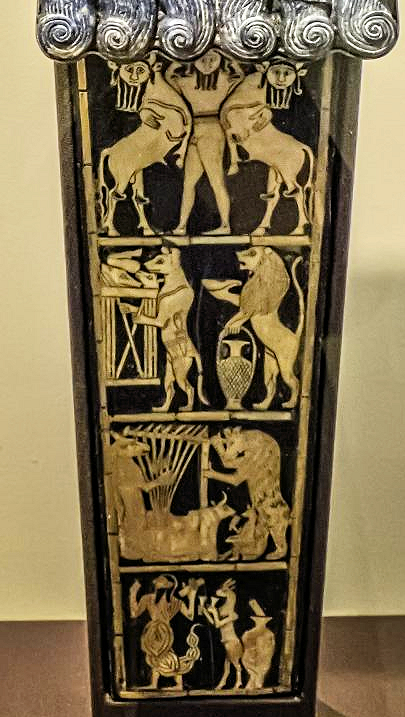
Placa de madrepérola com animais antropomórficos por volta de 2 600 a.C..